# Przemysławiec
Przemysławiec [pʂɛmɨˈswavjɛt͡s] là một khu định cư ở khu hành chính của Gmina Sławno, thuộc hạt Sławno, West Pomeranian Voivodeship, ở phía tây bắc Ba Lan. Nó nằm khoảng 6 kilômét (4 mi) phía bắc Sławno và 176 km (109 mi) về phía đông bắc của thủ đô khu vực Szczecin.
Trước năm 1945, khu vực này là một phần của Đức. Đối với lịch sử của khu vực, xem Lịch sử của Pomerania.